# Plutodes wandamannensis
Plutodes wandamannensis är en fjärilsart som beskrevs av James John Joicey och Talbot 1917. Plutodes wandamannensis ingår i släktet Plutodes och familjen mätare. Inga underarter finns listade i Catalogue of Life.